# IGSuite
IGSuite è una suite groupware per aziende gratuita, libera e web-based integrata da decine di strumenti, orientata verso la comunicazione, la condivisione delle risorse e delle attività e la gestione documentale.
Localizzazione: Italiano, Inglese, Olandese, Spagnolo e Portoghese.

## Caratteristiche funzionali
- Gestione Contatti (CRM)
- WebMail - Direct e-mailing
- Calendario condiviso
- WebChat
- Archivio e protocollo documenti Digitali (Paperless Management)
- Gestione ToDo (metodo G.T.D. di David Allen)
- Sistema Fax completo (Hylafax Client)
- Voip (Asterisk PBX)
- Wiki
- Project management
- Preferenze per utente
- Autenticazione LDAP
- Interfaccia per PDA
- Differenti skins e layout

## Ambiente operativo
IGSuite può essere installato sia su piattaforma Windows che Linux/Unix.
I requisiti di installazione fondamentali sono l'interprete Perl e un database a scelta tra PostgreSql, MySQL e SQLite.
Interfaccia grafica sviluppata con JavaScript e tecnologia AJAX.